# Рівняння Арреніуса
Рівня́ння Арре́ніуса — закон, що встановлює залежність константи швидкості хімічної реакції {\displaystyle ~k} від температури {\displaystyle ~T}.

## Основне рівняння Арреніуса
Згідно з простою моделлю зіткнень хімічна реакція між двома вихідними речовинами може проходити тільки в результаті зіткнення молекул цих речовин. Але не кожне зіткнення призводить до хімічної реакції. Необхідно подолати певний енергетичний бар'єр, щоб молекули почали реагувати одна з одною. Тобто молекули повинні володіти певною мінімальною енергією (енергією активації {\displaystyle ~E_{A}}), щоб подолати цей бар'єр. З розподілу Больцмана для кінетичної енергії відомо, що число молекул, які мають енергію {\displaystyle ~E>E_{A}}, пропорційно {\displaystyle ~\exp {\left(-{\frac {E_{A}}{RT}}\right)}}. В результаті швидкість хімічної реакції описується рівнянням, яке було отримане шведським хіміком Сванте Арреніусом (the Arrhenius form for {\displaystyle k}) емпіричним шляхом:
{\displaystyle ~k=A\exp {\left(-{\frac {E_{A}}{RT}}\right)}},
де:
- {\displaystyle T} — абсолютна температура (зазвичай в Кельвінах);
- {\displaystyle R} — універсальна газова постійна, Дж/моль·К;
- {\displaystyle E_{a}} — енергія активації, постійна даної реакції, Дж/моль;
- {\displaystyle A} — передекспоненціальний множник реакції, який слабко залежить від температури як {\displaystyle A=a\cdot {\sqrt {T}}}. Оцінки цього параметру показують, що зміна температури в діапазоні від 200 °C до 300 °C приводить до зміни частоти зіткнень {\displaystyle A} на 10 %.[2]

Рівняння Арреніуса стало одним з основних рівнянь хімічної кінетики, а енергія активації — важлива характеристикою реакційної здатності речовин.

## Модифіковане рівняння Арреніуса
Рівняння Арреніуса, в якому передекспоненціальний множник пропорційний до Tn, де T термодинамічна температура, n — емпірична стала:
k= BTnexp(Ea/RT), де k — константа швидкості реакції, B — незалежна від температури стала, Ea — енергія активації, R — газова стала.

## Арреніусівські параметри
Параметри, що розраховуються за рівнянням Арреніуса на основі даних залежності константи швидкості (коефіцієнта реакції, чи її швидкості) від температури: енергія активації та передекспоненціальний множник.